# Ultimo Mondo Cannibale
Ultimo Mondo Cannibale — дебютный студийный альбом американской горграйнд-группы Impetigo, выпущенный в ноябре 1990 года на лейбле Wild Rags Records. Ultimo Mondo Cannibale является оригинальным названием итальянского фильма ужасов «Ад каннибалов 3». Альбом получил широкое признание в андеграунд-среде и оказал большое влияние на позднюю горграйнд-сцену, популяризовав использование сэмплов из фильмов ужасов.
Ultimo Mondo Cannibale имеет несколько изданий с различными вариантами обложек. В 2006 году вышло ремастер-переиздание альбома с включением мини-альбома Faceless и двух концертных записей, записанных 11 апреля 1992 года в клубе Baby Head в Провиденсе.

## Список композиций
| №  | Название                                                          | Длительность |
| -- | ----------------------------------------------------------------- | ------------ |
| 1. | «Maggots» (интро из фильма «Город живых мертвецов»)               | 3:48         |
| 2. | «Dis-Organ-Ized»                                                  | 1:51         |
| 3. | «Intense Mortification»                                           | 2:48         |
| 4. | «Revenge of the Scabby Man» (интро из фильма «Ильза, волчица СС») | 2:44         |
| 5. | «Venereal Warts, Part 3»                                          | 0:12         |
| 6. | «Bloody Pit of Horror» (интро из фильма «Ильза, волчица СС»)      | 4:16         |
| 7. | «Dear Uncle Creepy…»                                              | 1:32         |
| 8. | «Bitch Death Teenage Mucous Monster from Hell»                    | 4:21         |

| №                   | Название                                                     | Длительность |
| ------------------- | ------------------------------------------------------------ | ------------ |
| 9.                  | «Zombie» (интро из фильма «Зомби 2»)                         | 1:14         |
| 10.                 | «Jane Fonda Sucks, Part 2»                                   | 0:45         |
| 11.                 | «Red Wigglers»                                               | 3:51         |
| 12.                 | «Harbinger of Death»                                         | 1:58         |
| 13.                 | «Unadulterated Brutality» (интро из фильма «Кудесник крови») | 4:13         |
| 14.                 | «Mortado»                                                    | 2:44         |
| 15.                 | «Bad Dreams»                                                 | 4:46         |
| 16.                 | «Who's Fucking Who»                                          | 1:29         |
| 17.                 | «Heart of Illinois»                                          | 0:59         |
| 18.                 | «My Lai»                                                     | 1:13         |
| Общая длительность: | Общая длительность:                                          | 38:29        |

| №                   | Название                                              | Длительность |
| ------------------- | ----------------------------------------------------- | ------------ |
| 19.                 | «Sinister Urge / Faceless» (из мини-альбома Faceless) | 6:10         |
| 20.                 | «Dis-Organ-Ized» (из мини-альбома Faceless)           | 1:45         |
| 21.                 | «Bloody Pit of Horror» (из мини-альбома Faceless)     | 3:04         |
| 22.                 | «Mortado» (из мини-альбома Faceless)                  | 2:41         |
| 23.                 | «Bloody Pit of Horror» (концертная запись)            | 1:45         |
| 24.                 | «Intense Mortification» (концертная запись)           | 2:58         |
| Общая длительность: | Общая длительность:                                   | 62:12        |

## Участники записи
Impetigo
- Стево Доббинс — вокал, бас-гитара, обложка, продюсирование
- Скотти Бросс — гитара
- Марк Савикис — гитара, бэк-вокал
- Дан Малин — ударные, бэк-вокал

Производственный персонал
- Дэйв Джуст — продюсирование
- Курт Шайденхельм — звукоинженер